# آلن هاولی (بازیکن فوتبال)
آلن هاولی (انگلیسی: Alan Hawley؛ زادهٔ ۷ ژوئن ۱۹۴۶) بازیکن فوتبال اهل بریتانیا است.
از باشگاه‌هایی که در آن بازی کرده‌است می‌توان به باشگاه فوتبال هیلینگدون بورو، باشگاه فوتبال فولام، باشگاه فوتبال ویمبلدون، باشگاه فوتبال والتون اند هرشام، باشگاه فوتبال برنتفورد، باشگاه فوتبال کینگستونیان، و باشگاه فوتبال توکینگتون مانور اشاره کرد.